# Konstvetenskap
| Konstvetenskap |
| --- |
| - Betydelse – beskrivning av och forskning om konst och konstens historia - Föregångare – Antikens Grekland, Plinius d.ä., Vitruvius - Alternativa namn – konsthistoria |

Konstvetenskap, eller konsthistoria, är en disciplin som studerar och beskriver konst ur ett historiskt, filosofiskt och socialt perspektiv. Konstvetenskapen kan sägas stå med ena foten i estetiken, (som beskriver konsten ur ett filosofiskt perspektiv) och den andra i konsthistorien (som beskriver konstens historia).
Konstvetenskap som ämne utkristalliserade sig först ur den allmänna kulturhistorien under 1800-talet, under beteckningen konsthistoria. I början av 1900-talet blev den en egen disciplin. 

## Utveckling

### Antiken till renässansen
En konstlitterär tradition fanns redan hos de antika grekerna, men endast delar av denna har förmedlats till nutiden – då främst genom romerska författare. Plinius d.ä. skrev i sin Historia naturalis hur bildkonsten föddes och växte fram i Grekland, och han såg då naturillusionen som det yttersta målet. Vitruvius bidrog till en standardisering omkring byggnadskonsten, via sina tio böcker om arkitektur. Under medeltiden ägnade sig konstlitteraturen i första hand på praxis inom verkstäder (som hos Cennino Cennini).
En mer omfattande historieskrivning runt konsten växte först fram under den italienska renässansen. Giorgio Vasari introducerade runt 1550 ett grundläggande stilbegrepp, via sina levnadsbeskrivningar av "de första ljusen" (Cimabue och Giotto), 1400-talet och den senare högrenässansen. Han tolkade det här som ett cykliskt beteende, med en motsvarighet i människans liv. Detta biologiska perspektiv skulle även senare tas upp hos författare som Karel I van Mander och Joachim von Sandrart.

### 1700- och 1800-talet
Vid 1700-talets mitt skapade J.J. Winckelmann en standard, via sin bedömning av den grekiska konstens historia. Han ansåg att de grekiska mästerverken aldrig kunde överträffas, samtidigt som han skiljde i stiltermer skiljde ut ett kronologiskt förlopp som "den höga", "sköna" respektive "graciösa" stilen. Winckelmann var där pionjär i att relatera konsten i förhållande till klimat, seder och tidens politik.
Senare kom den romantiska rörelsen att även lyfta fram och intressera sig för medeltidens konst, och under 1800-talet kom den ökande historiska medvetenheten och behoven runt växande samlingar i olika nationalmuseer att bidra till vidareutveckling av konstvetenskapen. Man utvecklade metoder för att i undervisningsmiljöer klassificera olika konstverk, och stilbestämningar kombinerades med både källkritk och tolkningar på ikonografisk bas.
Giovanni Morelli gjorde under 1800-talet en typ av konstvetenskapligt detektivarbete, där detaljstudium av formen blev huvudfokus. Senare under seklet utkristalliserades en formanalytisk riktning via Konrad Fiedler, Alois Riegl och Heinrich Wölfflin. Den sistnämnde ställde 1915 upp fem begreppspar som skulle motsvara konsthistoriska grundbegrepp. Formen var också viktigt för namn som Max Friedländer och Bernard Berenson, och filosofen Hegels historiesyn hade stor inverkan.

### 1900-talet
En stilkritisk inriktning gav som resultat olika stora översiktsverk, författade av bland andra Franz Kugler och Anton Springer. Därutöver fanns en riktning som betraktade konsten i relation till skiftande idésammanhang, med exempelvis Jacob Burckhardt och Max Dvořák.
Ikonologisk och motivtypologisk orientering upptog forskare vid Warburguniversitetet (Hamburg – senare i London), företrädd av namn som Aby Warburg, Rudolf Wittkower och Erwin Panofsky. Denna tradition tog genom bland andra E.H. Gombrich nya vägar under inspiration från psykologin och andra beteendevetenskaper.
Slutligen finns historiematerialistiska tolkning – av bland andra Arnold Hauser och Frederick Antal – som forskare som istället letat efter modeller inom en övergripande teckenteori.

### Sverige
I Sverige gjordes ett inledande försök till konsthistorisk beskrivning 1817, via Lorenzo Hammarskölds Utkast till de bildande konsternas historia. Till en början anammades på universiteten i första hand en idealistisk estetik (exempel: Carl Rupert Nyblom), vid sidan av en konstarkeologisk tradition (Hans Hildebrand). Senare tillkom även forskning grundad på arkivhistoria (August Hahr, Sten Karling).
I början av 1900-talet kom Johnny Roosval en modern ikonografisk forskning och stilkrik, under påverkan från litterär symbolism och nationalromantiska idéer. Detta utvecklades vidare av Henrik Cornell och Ragnar Josephson, och den senares studier av födelseprocessen av ett konstverk kom senare att inspirera bland andra Nils Gösta Sandblad och Sven Sandström.
Gregor Paulsson vid Konstvetenskapliga institutionen på Uppsala universitet förde vidare Riegls ansatser till att förena formanalys med psykologiskt-socialhistoriskt baserade aspekter, i metodiskt banbrytande riktning. Paulssons elever Göran Lindahl, Per Palme, Rudolf Zeitler och Allan Ellenius vidareutvecklade senare detta.
I forskningen om medeltidens konst gjordes insatser av Carl Nordenfalk och Carl-Otto Nordström, medan Karl Erik Steneberg varit en av dem som företrätt ikonologin.
På senare år har konstvetenskapen även kommit att börja intressera sig för den massproducerade bilden. Impulser har även kommit från kvinnohistorisk forskning.
Den första svenska professuren i kultur- och konsthistoria inrättades av Johan Adolf Berg för dennes vän Viktor Rydberg vid Stockholms högskola 1883 (tillträde 1884). De första professuren i enbart konsthistoria inrättades vid Stockholms högskola 1908, och den första professuren i ämnet vid ett universitet 1918 vid Konstvetenskapliga institutionen på Uppsala universitet. Sedan 1977 är ämnesbeteckningen vid universitet och högskolor konstvetenskap. På 2020-talet förekommer konstvetenskap som ämne på alla större svenska universitet, exempelvis Stockholms universitet, Uppsala universitet, Södertörns högskola, Lunds universitet, Göteborgs universitet med flera.

## Konsthistoriker (urval)

### Föregångare
- Plinius skrev Naturalis Historia som bland annat behandlar konstnärer under antiken, ett verk som fick betydelse för renässansens litteratur om konst.

- Giorgio Vasari skrev Le Vite de' più eccellenti pittori, scultori e architettori vid mitten av 1500-talet. Det är det konstnärsbiografiska verk från renässansen, som blev stilbildande för konstnärsbiografier i allmänhet och synen på den italienska renässansen i synnerhet.

- Karel van Mander blev med Het Schilderboek i början av 1600-talet Nederländernas motsvarighet till Vasari.

- Filippo Baldinucci skrev Notizie de' Professori del disegno 1673.

- Joachim von Sandrart skrev Teutsche Akademie omkring 1675.

- Arnold Houbraken skrev Groote Schouburgh omkring 1720.

- Johann Joachim Winckelmanns Geschichte der Kunst des Altertums var det första verk som placerade den grekiska konsten i centrum och också det första att se konstverk som uttryck för en kultur snarare än bedöma dem efter sin överensstämmelse med naturen.

- Gateano Milanesi låg bakom den kommenterade nyutgåvan av Vasaris La Vite de..., som fick stor spridning i slutet av 1800-talet.

### Övriga konsthistoriker
- Oscar Antonsson
- Julius von Schlosser
- Jacob Burckhardt
- Giovanni Morelli
- Max Jakob Friedländer
- Bernard Berenson
- Alois Riegl
- Anthony Blunt
- Heinrich Wölfflin
- Max Dvořák
- Arnold Hauser
- Émile Mâle
- Aby Warburg
- Erwin Panofsky
- Ernst H. Gombrich
- Nils Forsberg (journalist)
- Pontus Kyander
- Thomas Millroth

## Svenska namn inom ämnet

### Tidiga konsthistoriker (urval)
- Gustaf Cavallius, Göteborgs universitet
- Allan Ellenius, Konstvetenskapliga institutionen, Uppsala universitet
- Ragnar Josephson, Lunds universitet
- Gregor Paulsson, Konstvetenskapliga institutionen, professor vid Uppsala universitet
- Lena Johannesson, professor vid Linköpings och Göteborgs universitet
- Axel Ludvig Romdahl, professor vid Göteborgs universitet
- Ewert Wrangel, Lunds universitet

### Verksamma professorer i konstvetenskap (urval)
- Jan von Bonsdorff, professor Konstvetenskapliga institutionen, Uppsala universitet
- Anna Dahlgren, professor vid Stockholms universitet
- Anna Näslund, Stockholms universitet
- Lena Liepe, professor vid Linnéuniversitetet.
- Gary Svensson, biträdande professor vid Linköpings universitet
- Jeff Werner, professor vid Stockholms universitet
- Ezra Shales, professor vid Massachusetts College of Art and Design